# Redenschreiber
Redenschreiber sind auf die Erstellung von Redemanuskripten spezialisierte Ghostwriter. Wie diese treten sie nicht selbst als Autoren ihrer Texte in Erscheinung. Angestellte Redenschreiber arbeiten meist nur für ihren Arbeitgeber; freiberuflich Tätige schreiben für mehrere Kunden.

## Geschichte
Redenschreiber gibt es nachweislich seit mehr als zwei Jahrtausenden. Im antiken Griechenland hatten die so genannten Logographen als Verfasser von Gerichtsreden eine wichtige Funktion. Berufsverband der deutschsprachigen Redenschreiber ist seit 1998 der Verband der Redenschreiber deutscher Sprache (VRdS), dessen erster Präsident Thilo von Trotha war.

## Tätigkeiten
Redenschreiber liefern im Idealfall ihrem Auftraggeber ein inhaltlich, stilistisch und formal vortragsreifes und auf die Rednerpersönlichkeit wie auch auf die Redesituation eingestelltes Manuskript. Führungskräfte verschiedener Bereiche nutzen die Dienste von Redenschreibern. Adressaten ihrer Reden sind z. B. Mitarbeiter, Vorgesetzte, Kunden oder die Öffentlichkeit. Aufgabenstellungen sind z. B. Aussagen, Vorschläge oder Forderungen zu betrieblichen, wirtschaftlichen, gesellschaftlichen und politischen Fragestellungen, Präsentationen von Ideen und Arbeitsergebnissen, sowie unterschiedliche Anlässe feierlicher Art.
Redenschreiben verlangt neben dem Beherrschen der Sprache und des rhetorischen Handwerkszeugs ein fundiertes Allgemeinwissen, Urteilsvermögen und Fachkenntnisse. Da es im deutschsprachigen Raum bisher keine geregelten akademischen Ausbildungsgänge für das Berufsbild des Redenschreibers gibt, finden sich Anbieter mit unterschiedlichen Bildungshintergründen in dieser Branche. Die meisten Redenschreiber sind studierte Politologen, Juristen, Journalisten oder Ökonomen.

## Redenschreiber bekannter Redner
- Judson C. Welliver, erster Redenschreiber im  Weißen Haus (für Warren G. Harding und Calvin Coolidge)

- Joseph Merrick Jones, Redenschreiber von Harry S. Truman
- Ted Sorensen, Redenschreiber von John F. Kennedy
- Jon Favreau, Redenschreiber von Barack Obama
- Stephen Miller, Redenschreiber von Donald Trump
- Klaus Harpprecht, Leiter der „Schreibstube“ des Bundeskanzleramtes[2] unter Willy Brandt
- Armin Halle, Leiter der „Schreibstube“ des Bundeskanzleramtes[3] unter Helmut Schmidt
- Michael Mertes und Rolf Braun, Redenschreiber von Helmut Kohl
- Dieter Mahncke, Redenschreiber von Karl Carstens
- Reinhard Hesse, Redenschreiber von Gerhard Schröder
- Caren Lay, Redenschreiberin von Renate Künast
- David Gill und Wolfram Stierle, Redenschreiber von Joachim Gauck[4]
- Eva Christiansen, Leiterin des Referats der Redenschreiber von Angela Merkel[5]
- Thilo Sarrazin, Redenschreiber von Hans Apel
- Wolfgang Silbermann, Redenschreiber von Frank-Walter Steinmeier[6]
- Cody Keenan, Barack Obamas letzter Chefredenschreiber im Weißen Haus[7]